# Mega Man 4
Mega Man 4, i Japan känt som Rockman 4 Aratanaru Yabō!! (ロックマン4 新たなる野望!! Rokkuman Fō Aratanaru Yabō!!?, lit. "Rockman 4: A New Ambition!!"), är ett plattformsspel utvecklat av Capcom till NES. Spelet är det fjärde i Mega Man-serien och släpptes ursprungligen i Japan den 6 december 1991, i USA januari 1992 och i Europa 1993.

## Handling
Spelet utspelar sig under oangivet år under 2000-talet ("20XX"), ett år efter Mega Man 3 och Dr. Wily anses ha försvunnit för gott. Dr. Light får ett brev från den ryske vetenskapsmannen Dr. Cossack som utger sig för att vara världens framgångsrikaste robotingenjör. Dr. Cossack förklarar att han kommer att aktivera sina robotar och utmana Dr. Light och visa vems robotar som är starkast. Dr. Light skickar Mega Man efter Dr. Cossacks ledarrobotar.
Mega Man besegrar ledarrobotarna, Toad Man, Bright Man, Pharaoh Man, Ring Man, Dust Man, Skull Man, Dive Man och Drill Man, samt ger sig av mot—Dr. Cossacks isfästning. Under striden mellan Mega Man och Dr. Cossack teleporteras Mega Mans bror Protoman tillsammans med Dr. Cossacks dotter, Kalinka. Flickan ber Mega Man att sluta bekämpa hennes far, och förklarar att Dr. Wily kidnappade henne och tvingade hennes far att bygga en robotarmé. Dr. Wilys planer avslöjas av Protoman. Mega Man tar upp jakten på sin ärkefiende och slår sig genom Dr. Wilys dödskallefästning, men Dr. Wily lyckas slutligen fly.

### Fotnoter
1. 1 2 3  ”Mega Man 4”. NES DB. 28 februari 1991. Arkiverad från originalet den 19 april 2014. https://web.archive.org/web/20140419203857/http://www.nesdb.se/game_more.php?id=947&rid=1. Läst 19 april 2014.
2. ↑  Capcom, red (januari 1992). Mega Man 4 Instruction Booklet. Capcom Entertainment, Inc.. sid. 6–15. NES-4V-USA
3. 1 2  Nintendo Power staff (January 1992). ”Mega Man 4”. Nintendo Power (Nintendo of America) (32):  sid. pp. 8–15. ISSN 1041-9551.
4. ↑  
  Capcom  (december 1991).
  Mega Man 4.    Nintendo Entertainment System.   Capcom.  
  "Narrator: Dr. Cossack, a mysterious scientist, has invented eight powerful robots and sent them after Mega Man. Mega Man starts for the battle again, this time equipped with the powerful new Mega Buster!!"
5. ↑  
  Capcom  (December 1991).
  Mega Man 4.    Nintendo Entertainment System.   Capcom.  
  "Kalinka: Please Mega Man don't!! My father is not really evil. Dr. Wily took me hostage and forced my father to fight you. Please Mega Man, don't hurt my father any more."

;